# Hemithea dorsiflavata
Hemithea dorsiflavata är en fjärilsart som beskrevs av Louis Beethoven Prout 1922. Hemithea dorsiflavata ingår i släktet Hemithea och familjen mätare. Inga underarter finns listade i Catalogue of Life.